# Euripus consimilis
Euripius consimilis ist ein in Südostasien vorkommender Schmetterling (Tagfalter) aus der Familie der Edelfalter (Nymphalidae).

## Merkmale

### Falter
Die Falter erreichen eine Flügelspannweite von etwa 50 bis 75 Millimetern. Es liegt ein geringer Sexualdimorphismus vor. Bei beiden Geschlechtern ist die Flügelgrundfarbe milchig weiß. Auf der Oberseite sämtlicher Flügel heben sich breit geränderte schwarze Adern ab. Bei den Männchen ist in der Submarginalregion der Hinterflügel eine Reihe roter Flecke erkennbar, die bei den Weibchen fehlt. Im englischen Sprachgebrauch wird die Art als Painted Courtesan („Geschminkte Kurtisane“) bezeichnet. Die Flügelunterseite bildet die Zeichnung der Oberseite ab und zeigt in der Basalregion der Hinterflügel bei den Männchen zusätzlich einige rote Flecke. Kurze Schwänzchen sind nur angedeutet. Auffällig ist bei beiden Geschlechtern die kräftige gelbe Farbe der Facettenaugen. Der gut ausgebildete Saugrüssel ist schwarz. An den Seiten des schwarzen Thorax heben sich weiße Längsstreifen ab. Der Hinterleib ist weißlich und mit schwarzen Querstreifen versehen.

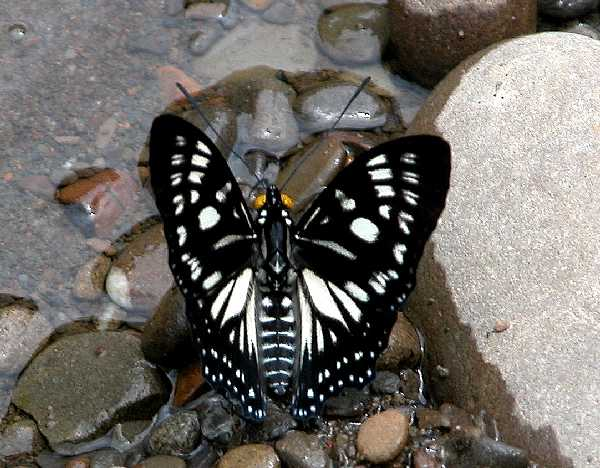
Flügeloberseite Weibchen
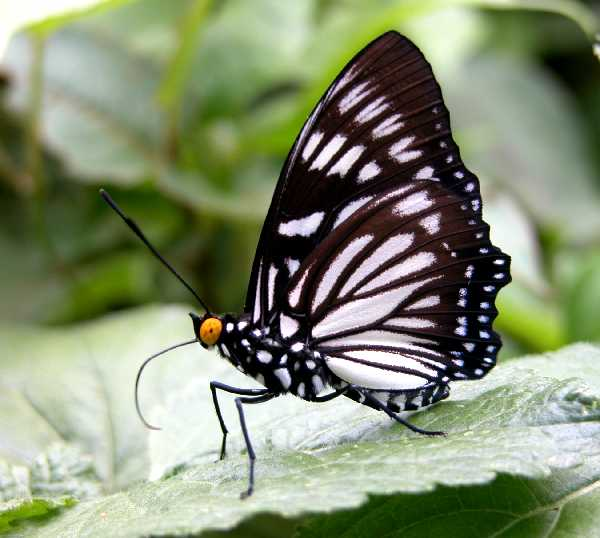
Flügelunterseite Weibchen
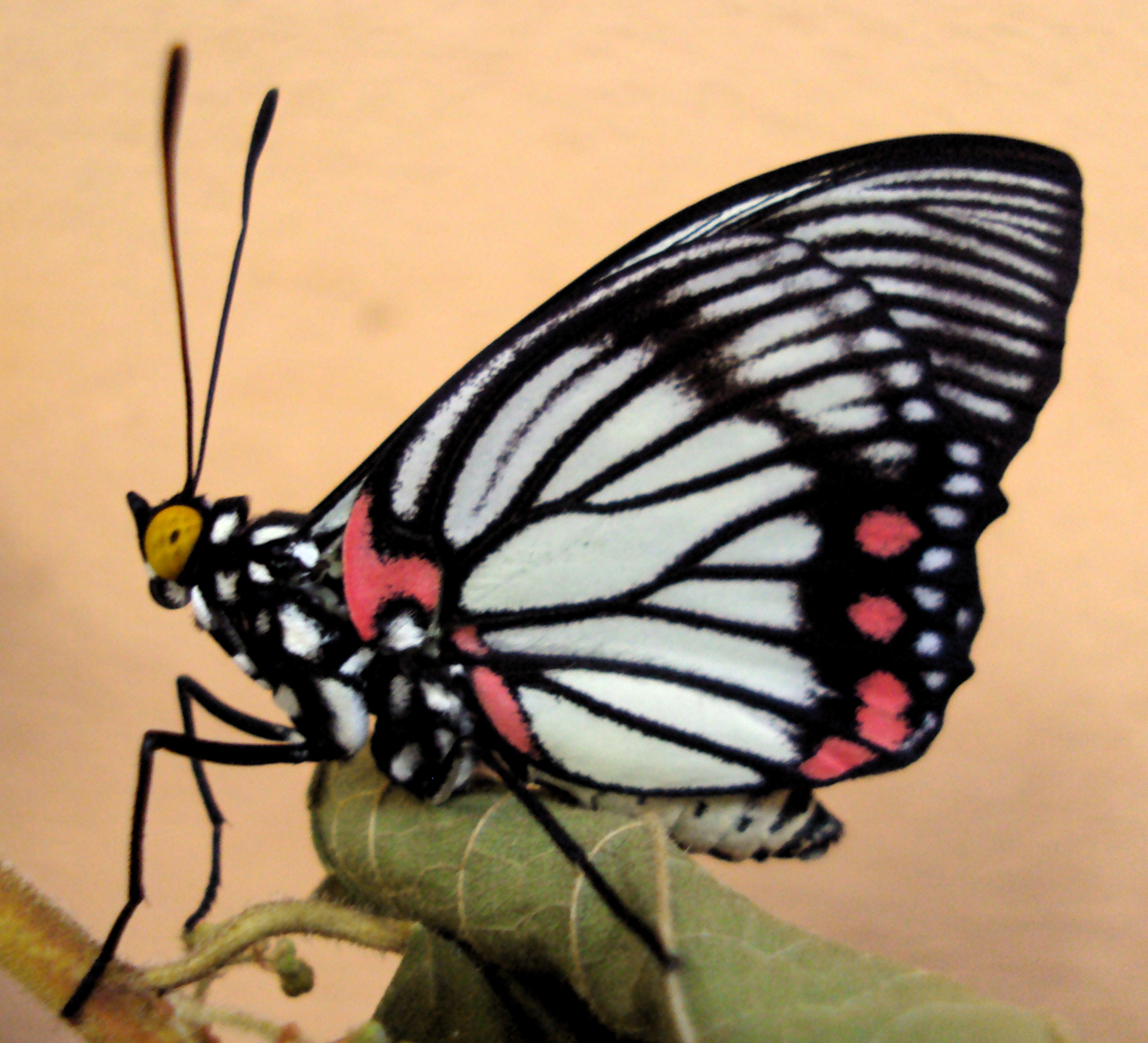
Flügelunterseite Männchen
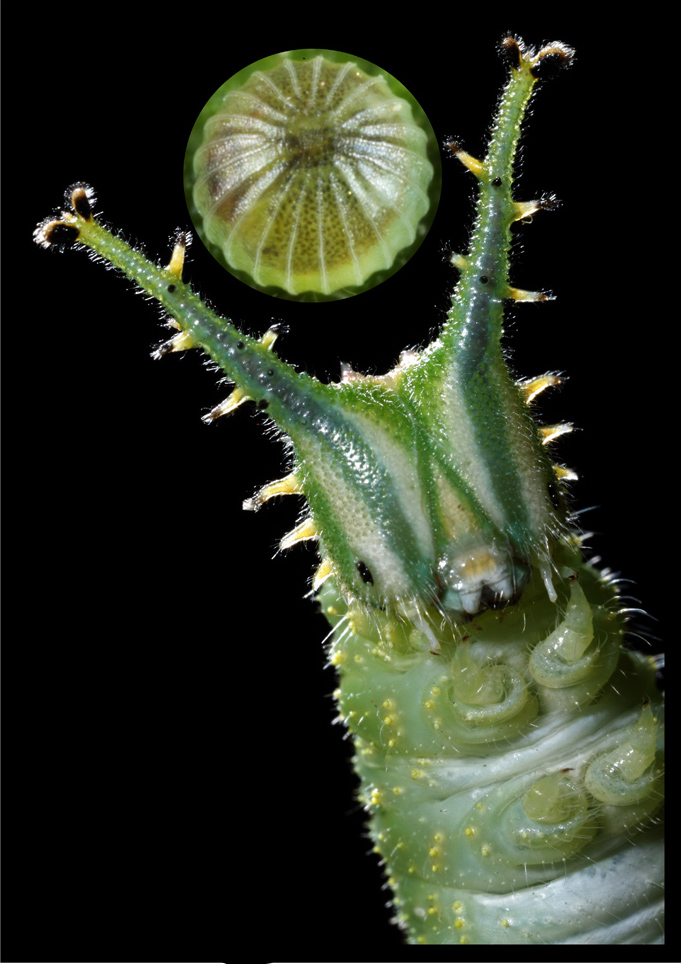
Ei und Raupenkopf
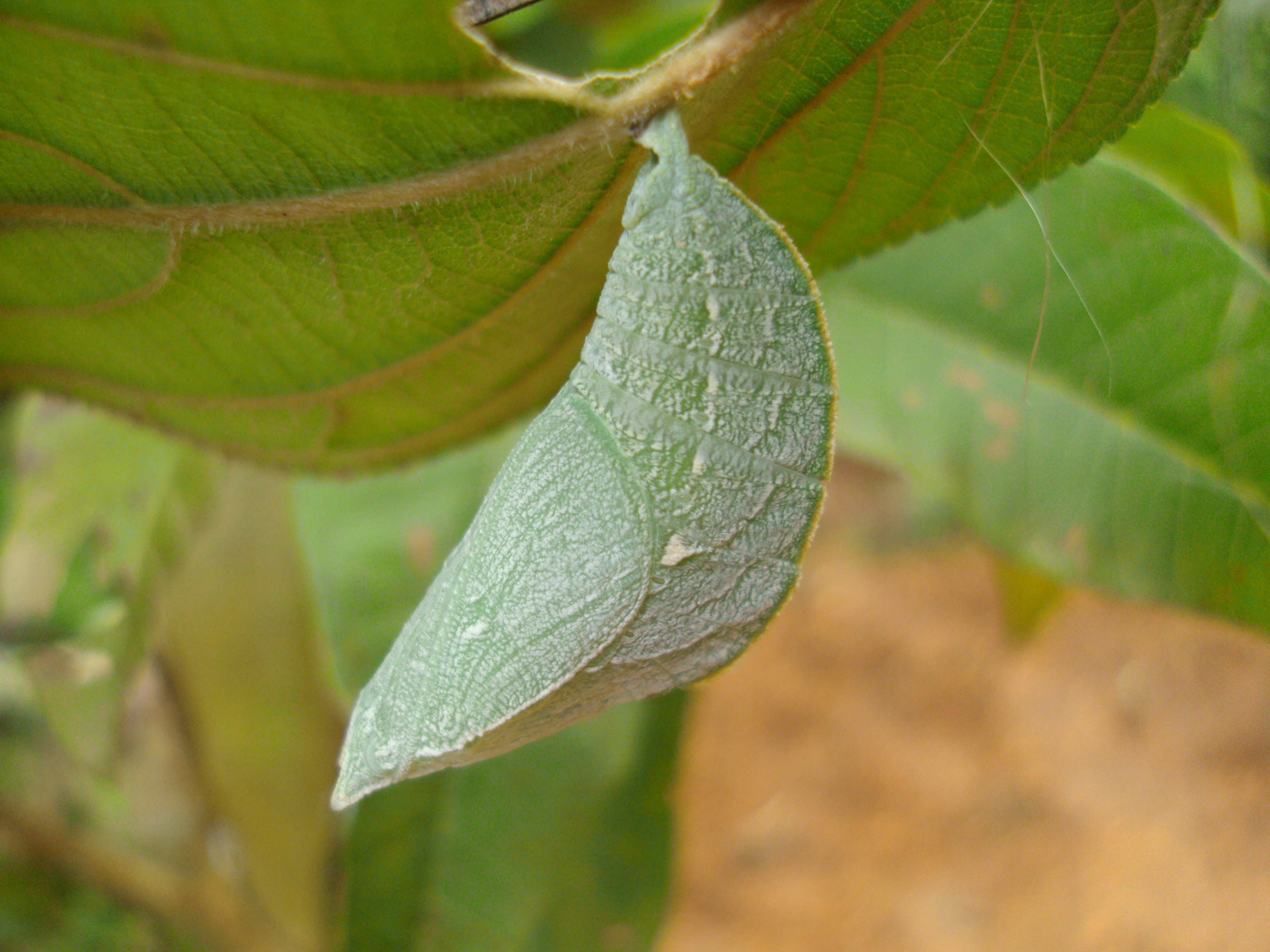
Puppe

### Präimaginalstadien
Das Ei hat eine grüne Farbe, eine kugelige Form, ist an der Basis und der Mikropyle leicht abgeflacht und ist mit vielen Querrippen überzogen.
Die nacktschneckenförmigen ausgewachsenen hellgrünen Raupen sind mit zwei grünlichen, stacheligen Kopfhörnern ausgestattet. Sie haben außerdem ein gegabeltes Hinterleibsende.
Die nahezu einfarbig hellgrüne Puppe ist als Stürzpuppe ausgebildet und zeigt zwei kurze Spitzen am Kopfende.

### Ähnliche Arten
Die Falter von Euripus nyctelius haben ein insgesamt dunkleres Erscheinungsbild. Den Männchen fehlt außerdem die rote Fleckenreihe in der Submarginalregion der Hinterflügel. Hestina assimilis unterscheidet sich von den Männchen von Euripus consimilis durch die schwarz gekernten Flecken in der roten Fleckenreihe der Submarginalregion der Hinterflügel sowie bei beiden Geschlechtern durch die schwarzen Facettenaugen und den gelben Saugrüssel.

## Verbreitung und Lebensraum

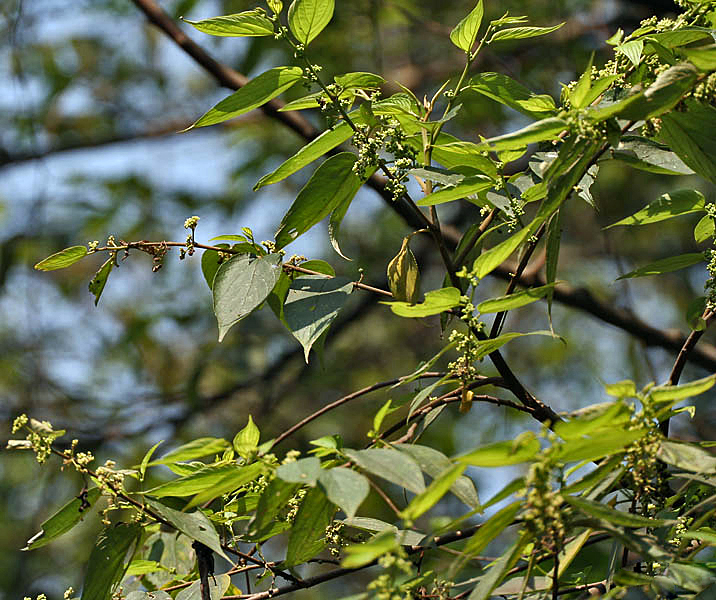
Trema orientalis, die Nahrungspflanze der Raupen

Euripus consimilis kommt in Indien sowie in Burma und Thailand vor. Derzeit werden drei Unterarten geführt. Die Art besiedelt tropische Wälder, sofern die Nahrungspflanze der Raupen vertreten ist.

## Lebensweise
Die Falter fliegen in mehreren Generationen, schwerpunktmäßig in den Monaten Oktober bis Dezember. Die Raupen ernähren sich von den Blättern der zu den Hanfgewächsen (Cannabaceae) zählenden Trema orientalis. Details zur Lebensweise der Art müssen noch erforscht werden.

## Gefährdung
Euripus consimilis ist in Indien im Rahmen des Schedule II of the Wildlife (Protection) Act, 1972 geschützt.